# Taiyuan
Pour les articles homonymes, voir Jinyang.
Pour la base de lancement, voir Base de lancement de Taiyuan.
Ne doit pas être confondu avec Taïwan.

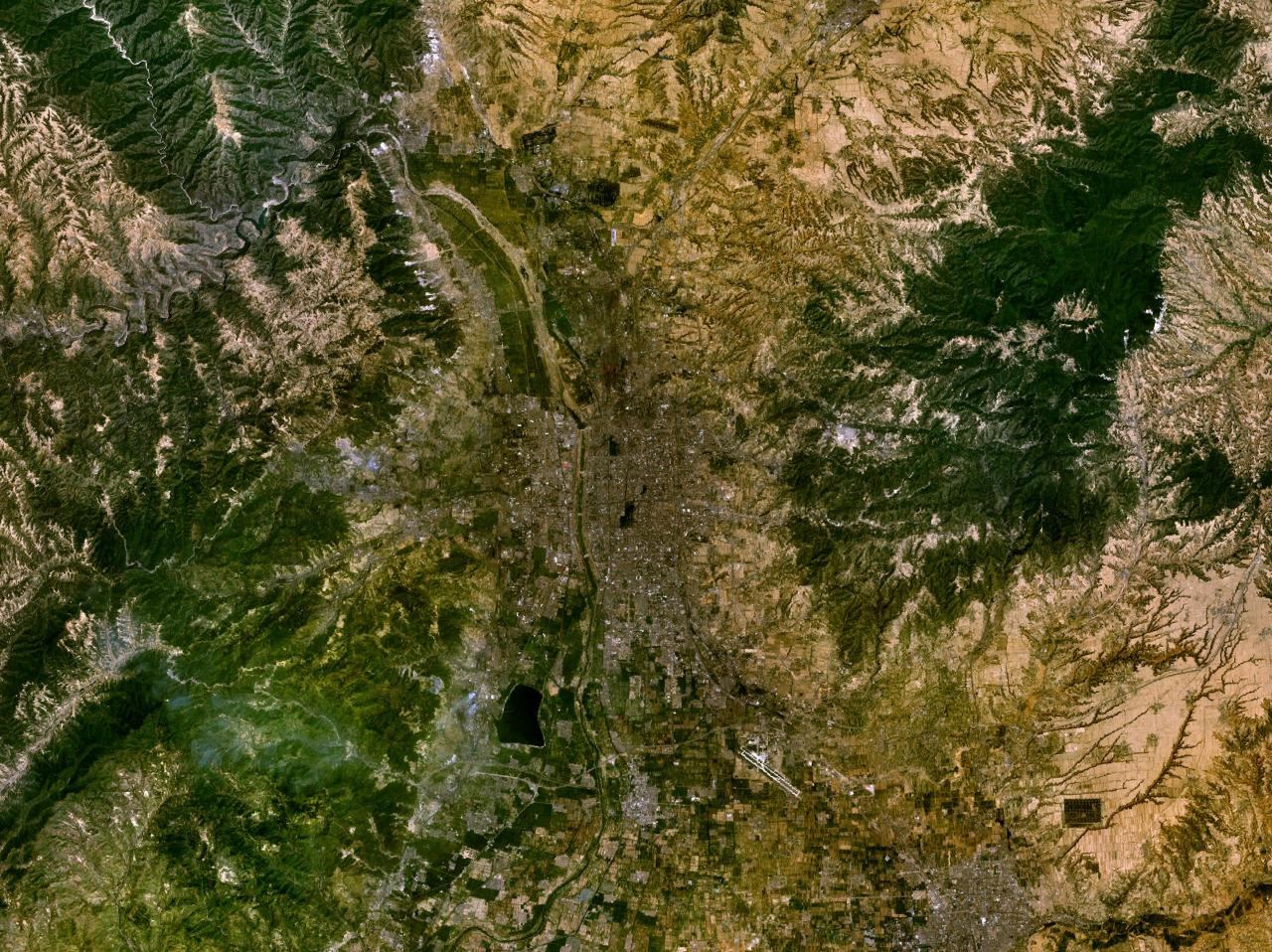
Taiyuan vu du ciel

Taiyuan (chinois : 太原市 ; pinyin : Tàiyuán shì), jadis Jinyang (晋阳) et Bingzhou (并州), est à la fois une ville-préfecture et la capitale de la province du Shanxi, dans le quart Nord-Est de la Chine. Importante région industrielle et commerciale, on y trouve aussi  une des quatre bases spatiales chinoises, à 250 km de la ville.
Selon le recensement de 2010, pour une surface de 6 959 km2, la préfecture a une population totale de 4 201 591 habitants, dont 3 212 500 concentrés dans les districts urbains, s'étendant sur 1 460 km2.

## Histoire
Jinyang (晋阳 / 晉陽), ancien nom de la ville de Taiyuan (太原), aussi appelé Bingzhou  (并州) ayant une position stratégique évidente, fut une ville enviée et fortifiée à travers les âges.
Ainsi fut-elle la capitale de la Chine pendant le règne du roi Xiang (XVe siècle avJC) de la dynastie Xia. Elle fut ensuite celle du Royaume de Zhao (IVe siècle) au début de la Période des royaumes combattants, ainsi que celle de plusieurs États des siècles qui suivirent.
Pendant la dynastie Sui, elle fut la troisième ville le plus importante de tout le pays après Xi'an et Luoyang.
En tant que l'une des trois capitales de l'empire, elle fut le lieu de naissance de la dynastie Tang.
Jinyang fut détruite en l'an 979 par les armées Song, mais fut reconstruite en 982, et renommée Songcheng.
Sous la dynastie Qing (Tsing), Jinyang fut renommée Taiyuan.
Au début du XXe siècle, la ville avait 300 000 habitants et était le siège du vicariat apostolique du Chan-Si (ancienne transcription du Shanxi) septentrional. On y comptait 15 000 catholiques et 3 000 catéchumènes, sous l'épiscopat de Mgr Grégoire Grassi. Ce dernier fut décapité le 9 juillet 1900, pendant la révolte des Boxers, de même que trente-trois missionnaires catholiques, dont sept femmes françaises missionnaires franciscaines de Marie. La ville est devenue le siège de l'archidiocèse de Taiyuan.

## Subdivisions administratives
La ville-préfecture de Taiyuan exerce sa juridiction sur dix subdivisions - six districts, une ville-district et trois xian :
- le district de Xinghualing - 杏花岭区 Xìnghuālǐng Qū ;
- le district de Xiaodian - 小店区 Xiǎodiàn Qū ;
- le district de Yingze - 迎泽区 Yíngzé Qū ;
- le district de Jiancaoping - 尖草坪区 Jiāncǎopíng Qū ;
- le district de Wanbailin - 万柏林区 Wànbǎilín Qū ;
- le district de Jinyuan - 晋源区 Jìnyuán Qū ;
- la ville de Gujiao -古交市 Gǔjiāo Shì ;
- le xian de Qingxu - 清徐县 Qīngxú Xiàn ;
- le xian de Yangqu - 阳曲县 Yángqǔ Xiàn ;
- le xian de Loufan - 娄烦县 Lóufán Xiàn.

## Transport
Le métro de Taiyuan est en construction, la première ligne devrait ouvrir en 2020 ; à terme le réseau comportera 7 lignes, 150 stations de métro, et 233,6 km de lignes.

## Articles connexes

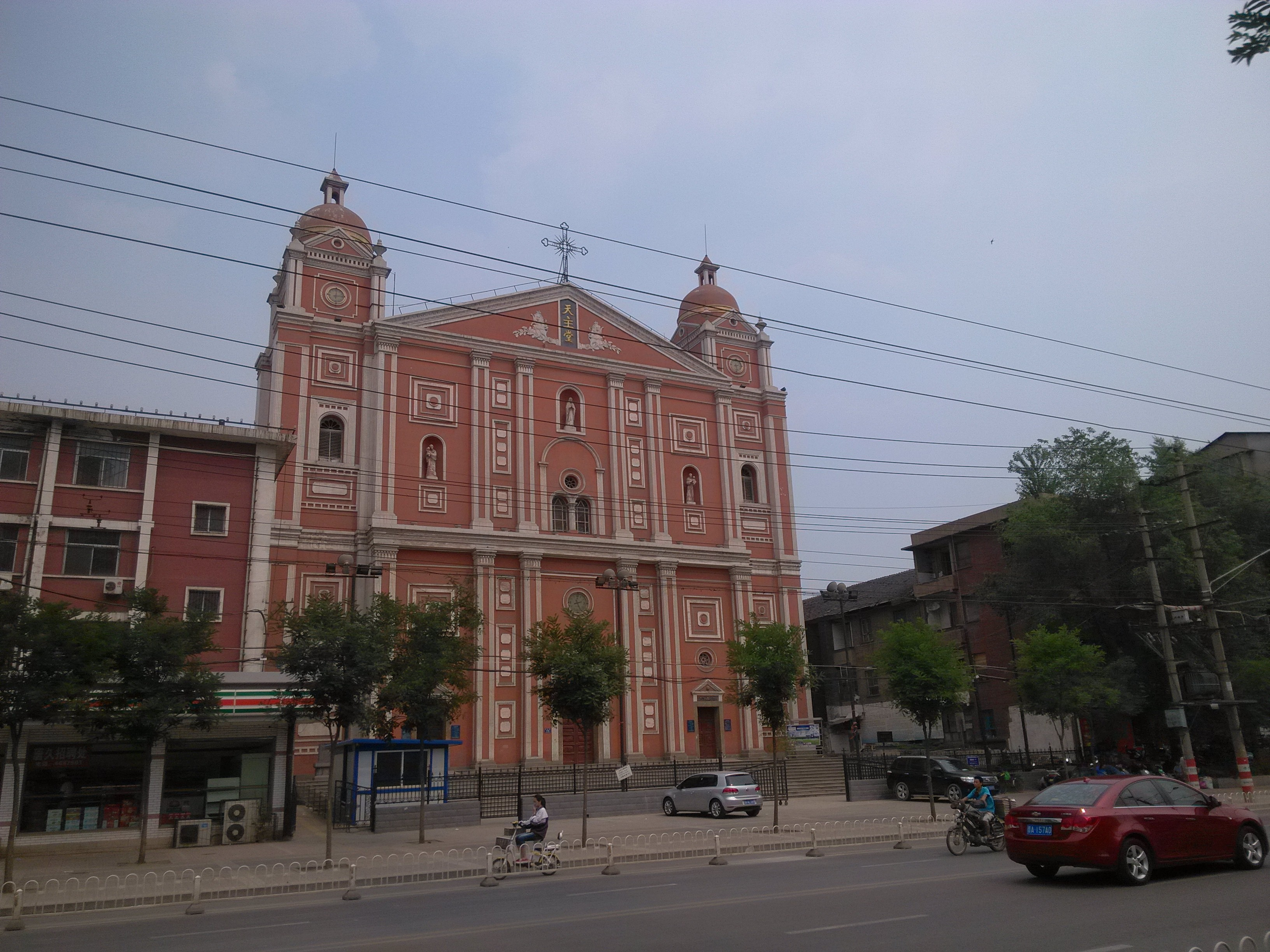
Cathédrale de Taiyuan construite par les missionnaires italiens.

## Jumelages
- Saint-Denis (La Réunion) (France) depuis 2012 [3]
- Douala (Cameroun) depuis 1999